# Owain Lawgoch
Pour les articles homonymes, voir Owen.
Owain Lawgoch, dit Owain ap Tomas ap Rhodri en gallois, Owain of the Red Hand en anglais, Yvain de Galles en français, est un prince gallois né vers 1330 et mort en juillet 1378.

## Biographie

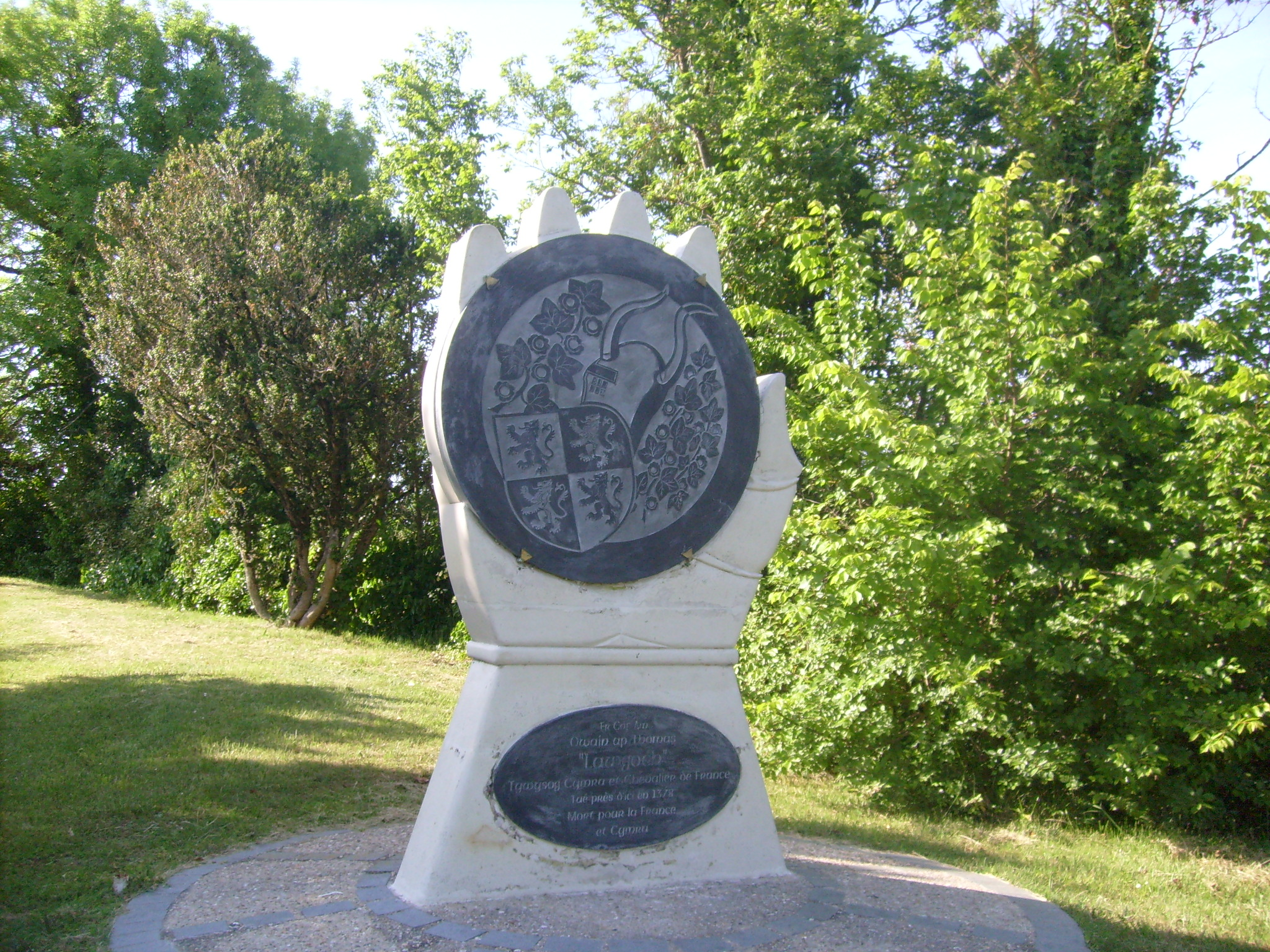
Monument à Owain Lawgoch à Mortagne-sur-Gironde.

Owain Lawgoch (« à la Main rouge ») est le fils de Tomas ap Rhodri (en) et le petit-fils de Rhodri ap Gruffudd (en), frère du dernier roi de Gwynedd, Llywelyn. Enfant élevé en hobereau en Angleterre, il avait survécu à la vindicte anglaise contre la famille de ce dernier. Des années plus tard, à la mort de son père dont il voulut recueillir l'héritage, son lien de parenté avec les derniers rois gallois lui permit de prétendre à la principauté de Galles, conquise par le royaume d'Angleterre après la mort de Llywelyn en 1282. Il fit une première tentative en ce sens en 1365, deux ans après la mort de son père, en vain.
Owain entre au service des Français dans le cadre de la guerre de Cent Ans. Connu sous le nom francisé d'Yvain de Galles, il entretient de bonnes relations avec Bertrand Du Guesclin et d'autres qui reçoivent l'appui de Charles V. Cela lui vaut de voir ses biens confisqués par les Anglais en 1369. Durant l'été 1371, il participe, avec ses hommes d'armes, au siège de Metz, mené par le duc Jean Ier de Lorraine. En mai 1372, Owain, qui se trouve alors à Paris, annonce qu'il a l'intention de réclamer le trône du pays de Galles. Il s'embarque à Harfleur avec de l'argent emprunté à Charles V en vue d'attaquer Guernesey, mais l'expédition doit être abandonnée lorsque Charles décide qu'il a besoin des services d'Owain en tant que soldat à La Rochelle. Le 23 août de la même année, Owain fait prisonnier Jean de Grailly, captal de Buch, à Soubise.
En 1377, Owain prévoit une autre expédition au pays de Galles, cette fois avec l'aide de la Castille. Alerté, le gouvernement anglais envoie un espion, l'Écossais John Lamb, pour assassiner Owain. Lamb gagne la confiance du prince et parvient à le poignarder mortellement en juillet 1378 au siège de Mortagne-sur-Gironde, en Saintonge.